# Valse kamille
De valse kamille (Anthemis arvensis) is een eenjarig uit de composietenfamilie (Asteraceae). Het is een vrij algemeen voorkomende plant. De soort komt van oorsprong uit Zuid-Europa. Anthemis is afgeleid van anthemon dat bloem betekent en arvensis betekent "in het veld voorkomend". De valse kamille heeft een zwakke geur in tegenstelling tot de stinkende kamille (Anthemis cotula). Het aantal chromosomen is 2n=18.
Het geslacht schubkamille onderscheidt zich van het geslacht kamille (Matricaria), doordat bij schubkamille stroschubjes in het bloemhoofdje voorkomen. Dit zijn de vliesjes (schutblaadjes) die zich tussen de verschillende buisbloempjes bevinden.
De plant kan 10-60 cm hoog worden en bloeit van juni tot eind september. De groene of rode stengel is zacht behaard en vertakt met zijtakken die langer zijn dan de hoofdas. De 1,5–3,5 × 0,8–1,6 cm grote bladeren zijn dubbelveerdelig met lijnvormige, getande slippen. Het 2-3 cm brede bloemhoofdje heeft een witte stralenkrans van lintbloemen en een geel hart van vijfslippige buisbloemen. De bloembodem is met merg gevuld. De stroschubben zijn langwerpig- tot lancetvormig en hebben een vrij lange stekelpunt. Ook bij de buitenste bloemen hebben stroschubben. Het omwindsel is 0,6-1,3 cm groot.
De vrucht is een stomp vierkantig, 2 mm lang nootje met gladde ribben. Het pappus is kroonvormig.

## Ecologie
In Nederland komt de valse kamille vrij algemeen voor in de provincies Utrecht, Gelderland en Noord-Brabant en in de Maasvallei. De plant groeit op droge, voedselrijke grond op akkerranden, maar ook in wegbermen en spoorwegterreinen. De plant wordt op akkerland als een onkruid gezien.

## Afbeeldingen

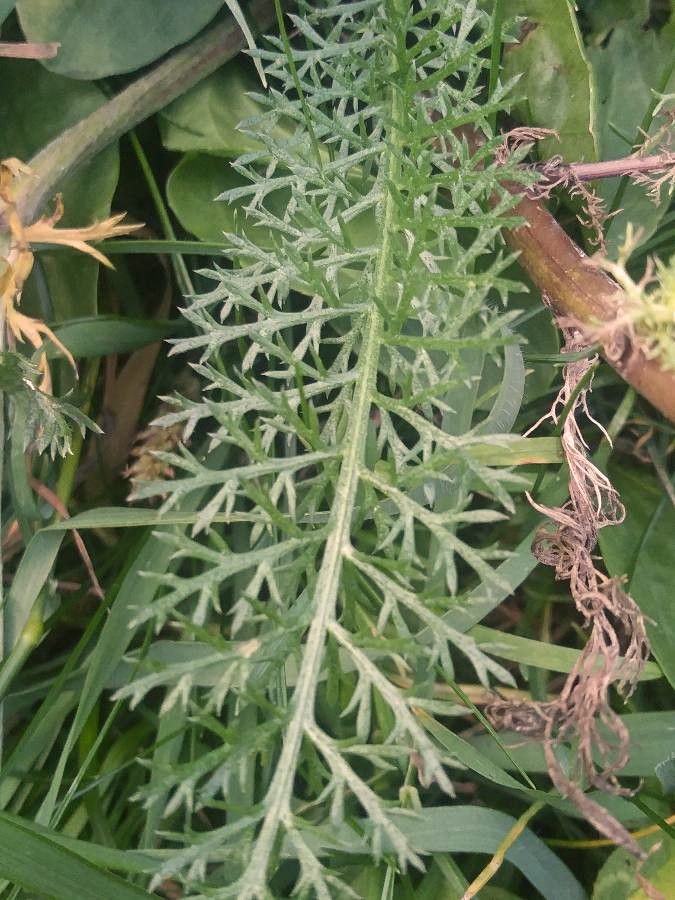
Blad
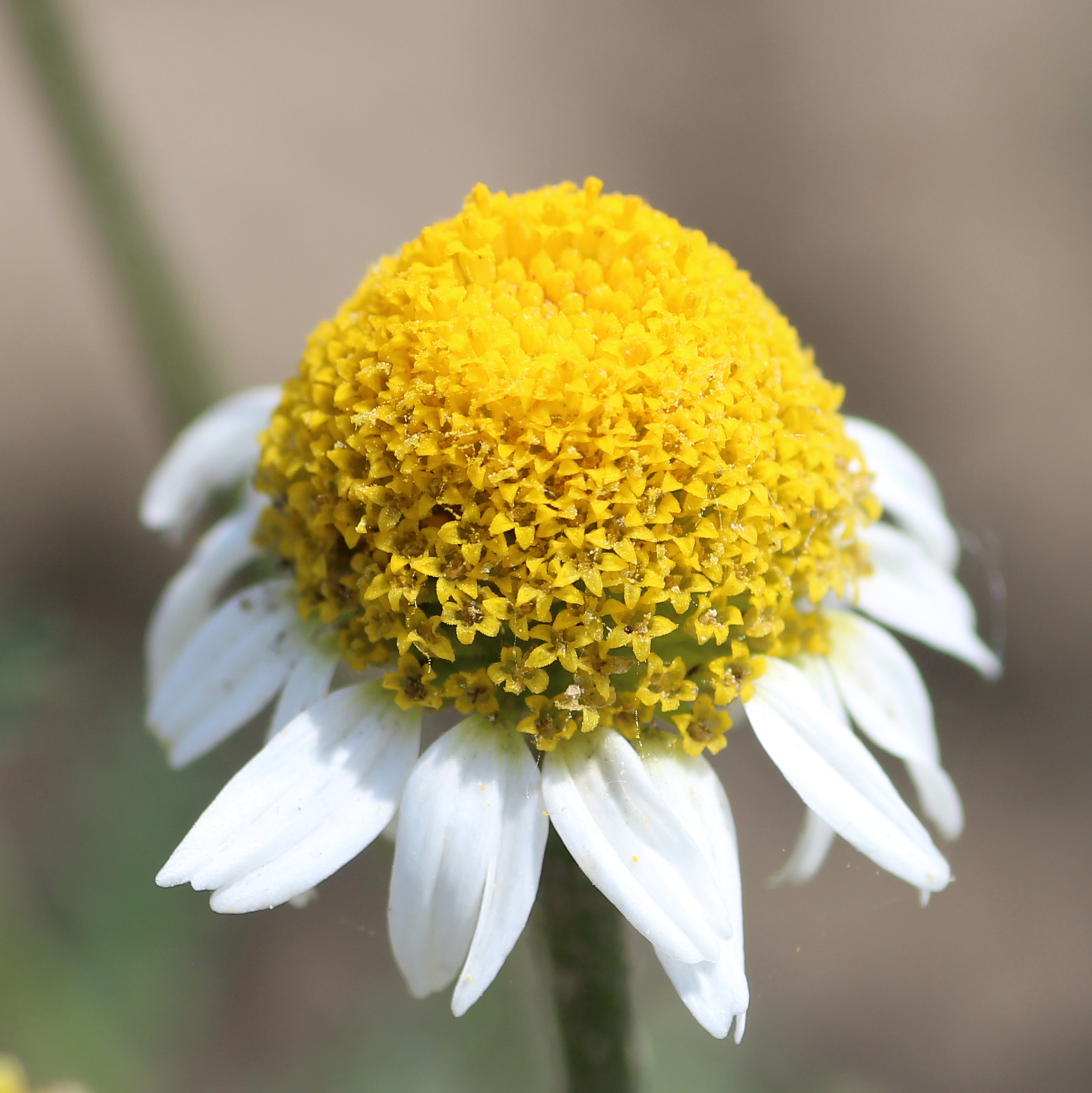
Bloemhoofdje
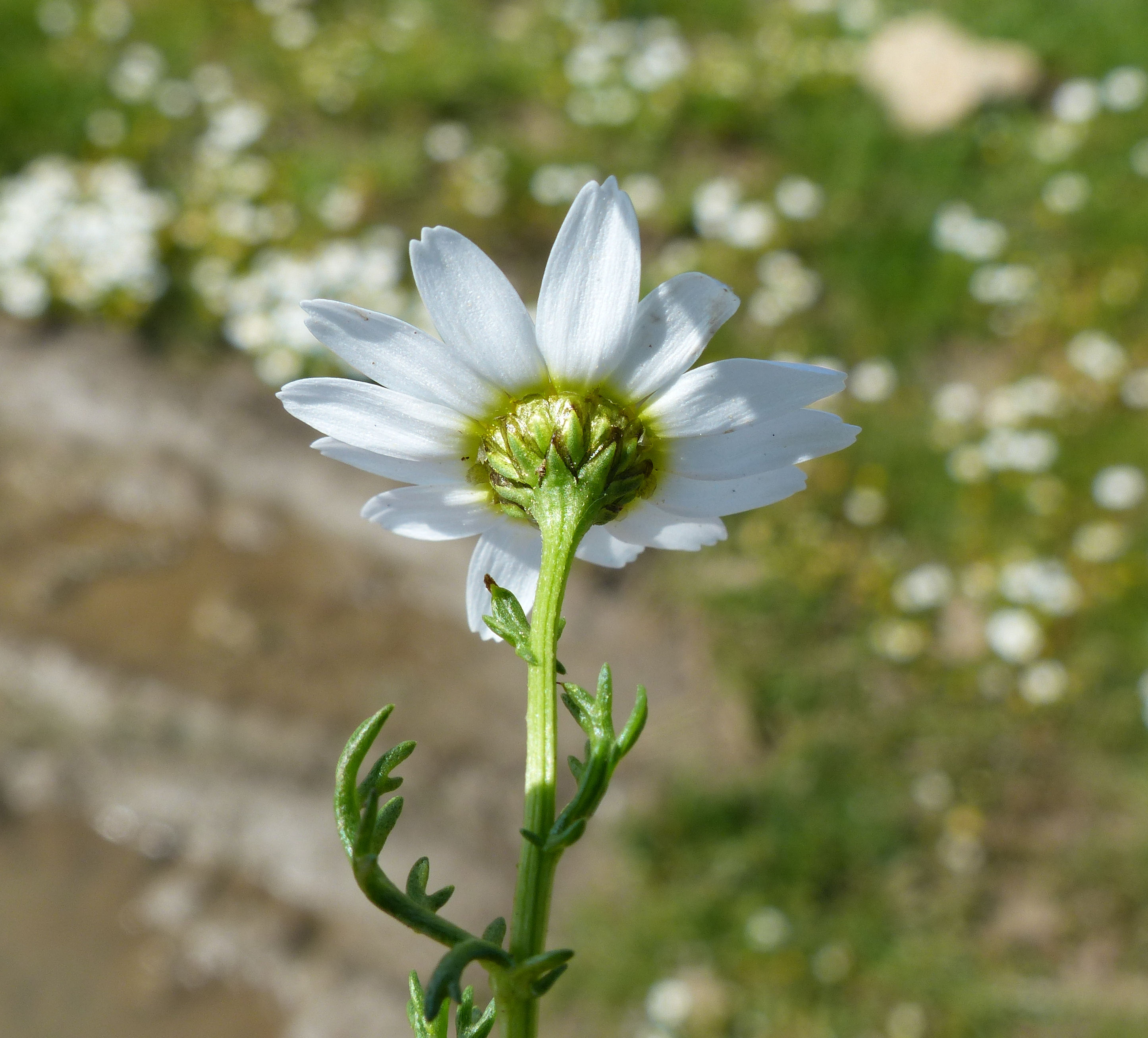
Omwindsel
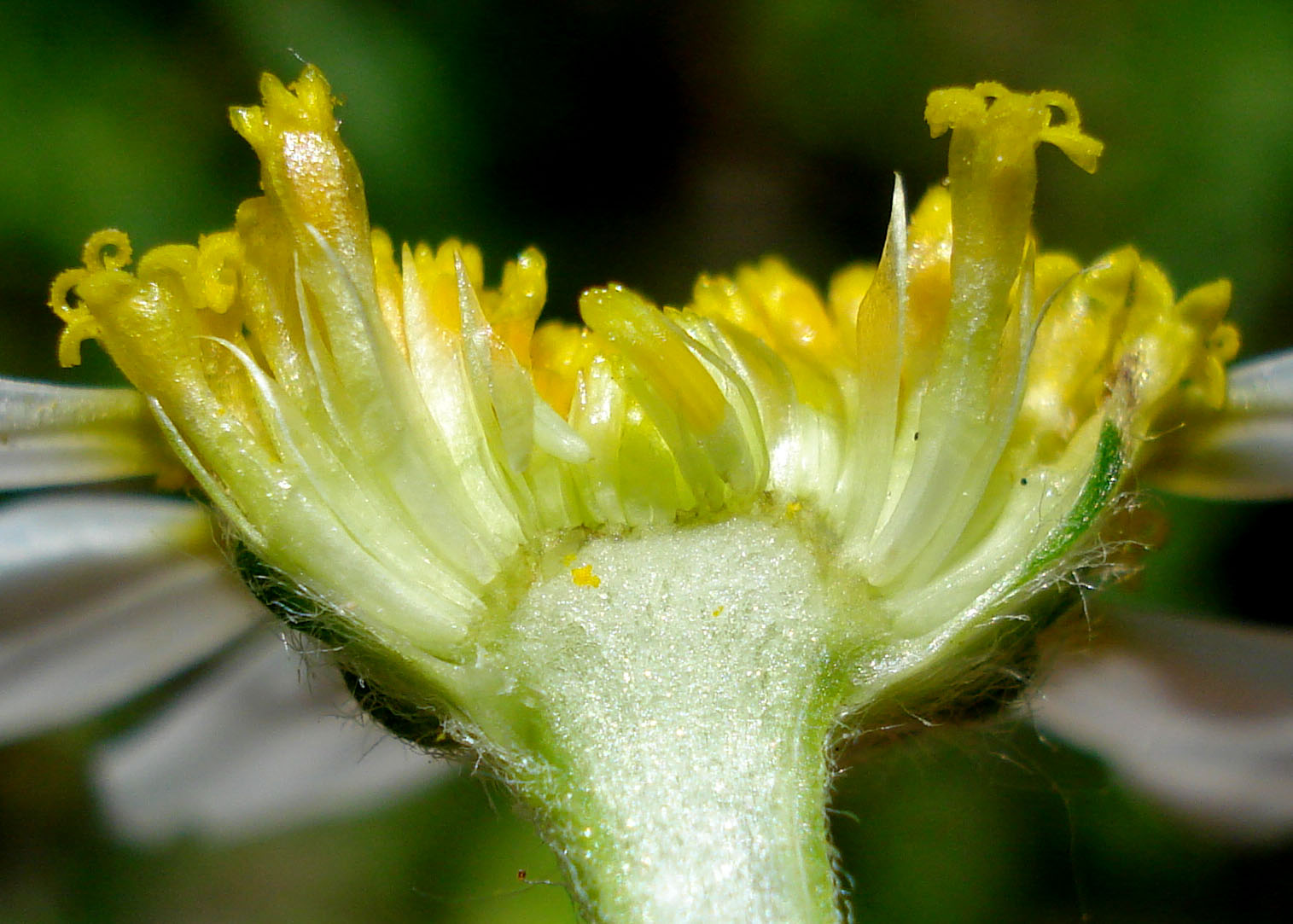
Lengtedoorsnede bloemhoofdje met stroschubjes en buisbloemen
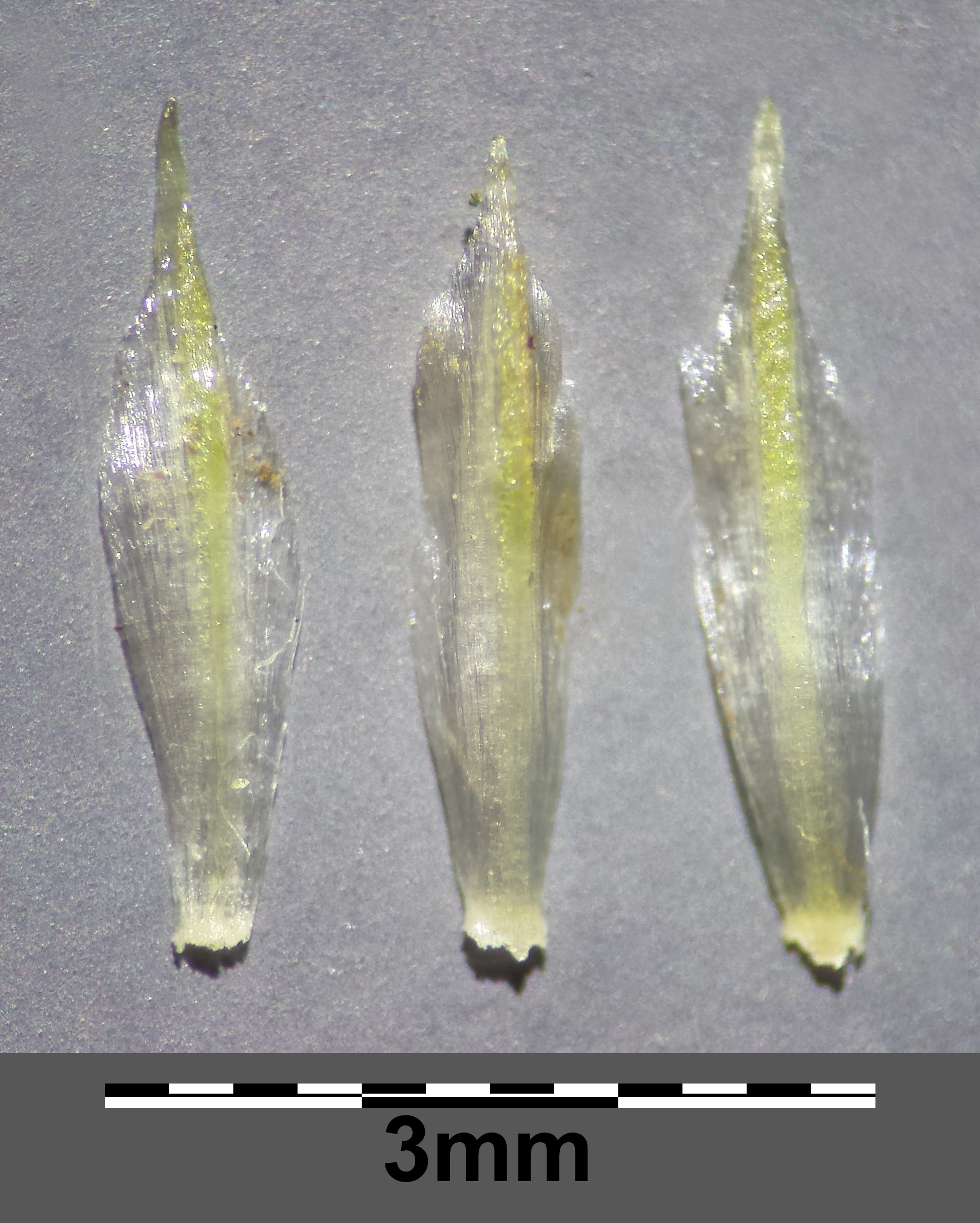
Stroschubjes
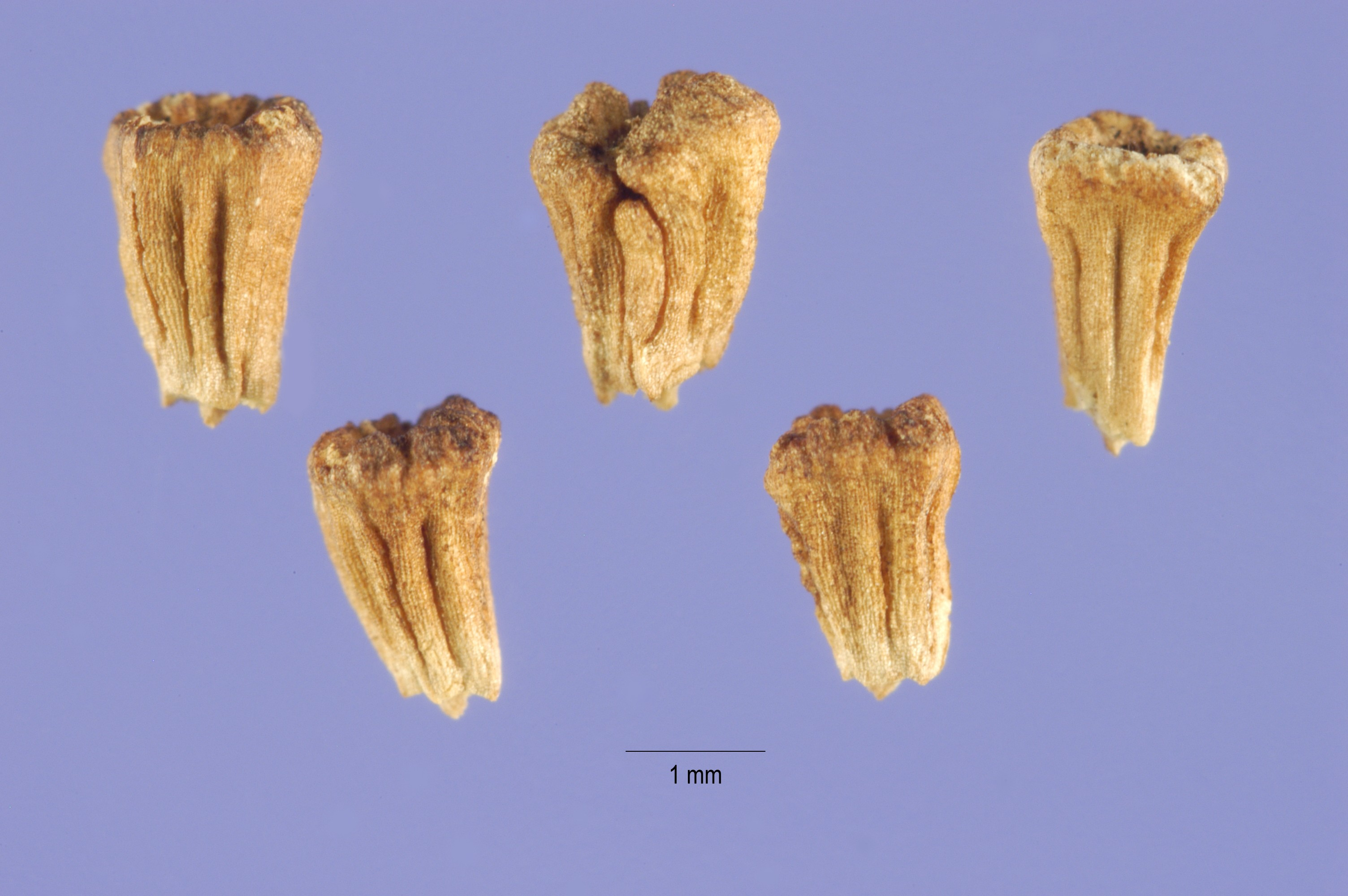
Nootjes

## Ondersoorten
De volgende ondersoorten worden onderscheiden:
- A. arvensis subsp. arvensis
- A. arvensis subsp. acrochordona Briq. & Cavill.: Frankrijk, Italië en Sardinië
- A. arvensis subsp. cyllenea (Halácsy) R. Fern.: Griekenland
- A. arvensis subsp. glabra Rouy) Jeanm.: Corsica
- A. arvensis subsp. incrassata (Loisel.) Nyman: Zuid-Europa
- A. arvensis subsp. sphacelata (C. Presl) R. Fern.: Italië en Sicilië